# 數位落差
（又稱等）是指社會上不同性別、種族、經濟、居住環境、階級背景的人，接近使用數位產品（如電腦或是網路）的機會與能力上的差異。簡約來說，觀察數位落差可以從使用電腦及網路的機會、以及對於電腦及網路的使用能力（亦可稱之為資訊素養，information literacy）這兩大面向來看。
最早有系統觀察數位落差的國家是美國，自1995年起，由美國商務部國家通信及資訊管理局（NTIA）陸續發布數位落差調查報告。
一方面，資訊科技使大眾的生活質素得到改善，並把繁瑣的日常工作簡化。然而，對於未能享用同等資訊科技的人，卻要繼續沿用舊有的方式去工作，不能透過資訊科技去獲取資訊或把資訊增值。這當中的差異，有可能會使社會的兩極化更趨激烈，從而令社會財富更為不平均。

## 落差的維度
數碼落差並不是一個山峽般模樣、把社會大眾一分為二的分隔。根據研究員的報告，數碼落差的成因可能是以下其中一個或多個：
1. 使用效能較低的電腦
2. 使用連線較差或價錢過高的互聯網服務（例如：撥號網接）
3. 比大眾較難得到電腦技術的支援
4. 較難取得需要訂閱的網上內容

## 教學上的意義
由於學生之間的數碼鴻溝，學校在設計課業時，要回應學生之間的數碼鴻溝，以便家裡沒有上網設施、甚或連電腦也沒有的學生，不會因為數碼鴻溝而造成學生成績上的差異。舉例說，有些學校會在小息及午飯時間開放電腦室與學生使用，並讓沒有電腦設備的學生優先使用電腦室；又或對資訊科技有不同掌握的學生訂定不同的課業，使學生不會因為數碼鴻溝而影響課業成績。

## 社會學上的意義
一方面，政府可以利用資訊科技簡化工序，並利用網上服務方便市民。但另一方面，政府亦應透過各種途徑為沒有電腦設備的市民提供免費上網服務，讓他們亦能享用政府的嶄新服務。
此外，香港政府亦曾在主權移交後為中小企提供資助，以協助他們更新或安裝電腦設備，以便使用政府的電腦報關、報稅服務等。中华民国行政院環境保護署則有二手電腦回收轉贈計畫。

## 臉書分隔
臉書分隔為數碼鴻溝衍生的概念。臉書分隔的現象在於人使用臉書和不使用臉書所帶來的影響。在2017年印度的新經濟管理學術會議 ICMAPRANE提出了臉書分隔社會的問題，並帶出相關的臉書原住民，臉書移民，臉書邊緣人等概念。臉書移民在使用臉書時候會相應的增加其個人的社會資本。臉書原住民，臉書移民，臉書邊緣人等構成臉書不公義的現象。在2018年 ICMAPRANE中提出了臉書分隔現象指數。臉書分隔現象指數可作為分析世界各個社交網路的基礎。

## 參看
- 家家有腦
- 知識鴻溝
- 各国数字鸿沟（英语：Digital divide by country）
- 加拿大数字鸿沟（英语：Digital divide in Canada）
- 中国数字鸿沟（英语：Digital divide in China）
- 南非数字鸿沟（英语：Digital divide in South Africa）
- 泰国数字鸿沟（英语：Digital divide in Thailand）
- 加勒比地区数字鸿沟（英语：Digital rights in the Caribbean）
- 数字包容（英语：Digital inclusion）
- 數位權利
- 全球網際網路使用率
- 算法政府（英语：Government by algorithm）
- 資訊社會
- 国际通信
- 互联网地理（英语：Internet Geography）
- 互联网治理
- 各國網際網路連線速度列表
- 网络中立性
- 农村互联网（英语：Rural Internet）
- 無障礙設施

## 外部連結
- BBC漢文网：八国集团力求缩小数差距 （页面存档备份，存于）
- 聯合國新聞：贸发会议说全球数码鸿沟依然巨大 （页面存档备份，存于）